# Taenaris interfaunus
Taenaris interfaunus är en fjärilsart som beskrevs av Rothschild 1916. Taenaris interfaunus ingår i släktet Taenaris och familjen praktfjärilar. Inga underarter finns listade i Catalogue of Life.